# Ghost World
Ghost World is een filmbewerking onder regie van Terry Zwigoff van de gelijknamige cult-strip Ghost World van Daniel Clowes. Clowes schreef ook het scenario voor de film. Ghost World ging in juni 2001 in première en was in Nederland voor het eerst te zien tijdens het International Film Festival Rotterdam in januari 2002.
Clowes en Zwigoff werden voor de productie samen genomineerd voor een Oscar voor beste scenario. De film kreeg 37 andere prijzen daadwerkelijk toegekend, waaronder een speciale erkenning van het National Board of Review of Motion Pictures.

## Verhaal
Enid (Thora Birch) en Rebecca (Scarlett Johansson) zijn twee sarcastische tieners die er niet om malen wat anderen over hun denken. Nadat hun studie is afgerond, denken ze dat ze hun dromen kunnen waarmaken. Ze zijn het stereotype van de Amerikaanse droom zat, en denken klaar te zijn voor de volwassen wereld. Ze krijgen echter slechtbetaalde vieze baantjes en hun sociale denkbeelden zorgen geregeld voor ontslag. De twee besluiten een grap uit te halen met Seymour (Steve Buscemi), een introverte man van middelbare leeftijd die een teruggetrokken bestaan leidt en 78 toerenplaten verzamelt. Enid raakt echter steeds meer gefascineerd door de persoonlijkheid van de zichzelf zo goed en zo kwaad als het kan door het leven bewegende goeierd.

## Trivia
- De Coon Chicken Inn was een echt restaurant, opgericht in 1925 dat echter al tijdens de jaren 50 gesloopt werd.
- Wanneer Enid en Rebecca door het fotoboek bladeren, zie je een foto van een piepjonge Thora Birch, die ook in Patriot Games en American Beauty werd gebruikt.
- De verzamelobsessie van Seymour is gebaseerd op die van de regisseur zelf, Terry Zwigoff, die samen met striptekenaar Robert Crumb graag oude plaatjes uit de jaren 20 en 30 verzamelt. Zwigoff draaide in 1994 ook een documentaire over Crumb: Crumb.
- Thora Birch moest rond de 10 kilo aankomen voor de rol van Enid.
- De Indiase film die Enid bekijkt, is Gumnaam (1965).

## Rolverdeling
| Acteur             | Personage         |
| ------------------ | ----------------- |
| Thora Birch        | Enid              |
| Scarlett Johansson | Rebecca           |
| Brad Renfro        | Josh              |
| Illeana Douglas    | Roberta Allsworth |
| Stacey Travis      | Dana              |
| Dave Sheridan      | Doug              |
| Teri Garr          | Maxine            |
| Steve Buscemi      | Seymour           |